# Théâtre István-Örkény
Le théâtre István-Örkény (en hongrois : Örkény István Színház) est un théâtre situé dans le 7e arrondissement de Budapest.